# Aria (film 2009)
Aria è un film italiano del 2009 scritto e diretto da Valerio D'Annunzio con Roberto Herlitzka, Olivia Magnani, Galatea Ranzi e Pamela Villoresi, ambientato a Trieste.

## Il film
Girato nel 2007, il film è uscito in circa venti sale su tutto il territorio nazionale il 20 marzo 2009 ed è stato selezionato alla Festa del Cinema di Roma sezione Extra d'essai, al Durban International Film Festival 2008, al Salerno Film Festival 2008, all'Annency Film Festival 2009 selezione ufficiale ed è tra i film riconosciuti di Interesse Culturale dal MiBAC – Direzione generale Cinema in distribuzione nel 2009.
Le musiche del film sono del compositore italiano Giovanni Allevi.

## Trama
Giovanni si rende conto sin da piccolo di avere una femminilità rinchiusa in un corpo da maschio. Costretto alla normalità, segue i desiderata del padre che lo vuole laureato in legge. Quindi si sposa e ha dei figli, ma riesce perlomeno ad assecondare la sua spiccata sensibilità artistica e a diventare un talentuoso ed affermato pianista. Il travaglio causato da questa ambiguità e la paura di abbandonare la tranquillizzante quotidianità sono le compagne della sua vita finché, da vecchio, la sua vera natura non lo spingerà a rischiare tutto.

## Riconoscimenti

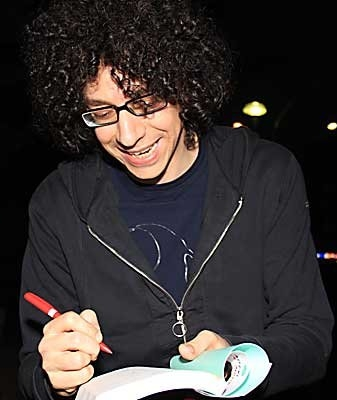
Giovanni Allevi è l'autore della colonna sonora

### Premi vinti
- 2009 – Cuneo Film festival
- 2010 – Premio Migliore film ”Rivelazioni” – Il Cinema Italiano visto da Milano[6]
- 2010 - Premio Migliore Sceneggiatura Lungometraggio – Tropea Film festival[7]

### Nomination
- 2009 – Migliore Opera Prima – Ciak d'oro[8]

## Home video
Il film è uscito in DVD a noleggio per la Cecchi Gori Home Video dall'8 giugno 2010 e quindi in vendita dal 20 giugno dello stesso anno.